# Олександропілля
Олександропі́лля — село в Україні, у Попаснянській міській громаді Сіверськодонецького району Луганської області. Населення становить 359 осіб.

## Населення
За даними перепису 2001 року населення села становило 359 осіб, з них 82,45% зазначили рідною українську мову, 17,27% — російську, а 0,28% — іншу.